# Turn-Europameisterschaften 1979 (Frauen)
Die zwölften Turn-Europameisterschaften der Frauen fanden 1979 in Kopenhagen statt. Zum ersten Mal schaffte eine Turnerin aus der Schweiz den Einzug in ein Gerätfinale.

## Teilnehmer
| - Belgien - Bulgarien - Dänemark - Deutsche Demokratische Republik - BR Deutschland - Finnland - Frankreich | - Italien - Niederlande - Norwegen - Österreich - Polen - Portugal - Rumänien | - Schweden - Schweiz - Spanien - Sowjetunion - Ungarn - Vereinigtes Königreich - Tschechoslowakei |

## Ergebnisse

### Mehrkampf
|      |                         |        |
| Rang | Athletin                | Punkte |
| 1    | Nadia Comăneci          | 39.450 |
| 2    | Emilia Eberle           | 38.850 |
| 3    | Natalja Schaposchnikowa | 38.750 |
| 4    | Jelena Muchina          | 38.700 |
| 5    | Melitta Rühn            | 38.150 |
| 6    | Věra Černá              | 38.000 |
| 6    | Eva Marečková           | 38.000 |
| 6    | Maxi Gnauck             | 38.000 |
| 9    | Katharina Rensch        | 37.500 |

### Gerätefinals
| Rang | Athletin                | Punkte |
| ---- | ----------------------- | ------ |
| 1    | Nadia Comăneci          | 19.775 |
| 2    | Maxi Gnauck             | 19.550 |
| 3    | Natalja Schaposchnikowa | 19.525 |
| 4    | Jelena Muchina          | 19.475 |
| 5    | Martina Malusova        | 19.250 |
| 6    | Věra Černá              | 19.100 |
| 7    | Emilia Eberle           | 19.050 |
| 8    | Katharina Rensch        | 18.975 |

| Rang | Athletin                | Punkte |
| ---- | ----------------------- | ------ |
| 1    | Jelena Muchina          | 19.700 |
| 2    | Emilia Eberle           | 19.650 |
| 3    | Maxi Gnauck             | 19.600 |
| 4    | Nadia Comăneci          | 19.350 |
| 5    | Eva Marečková           | 19.200 |
| 6    | Natalja Schaposchnikowa | 19.100 |
| 7    | Katharina Rensch        | 19.000 |
| 8    | Věra Černá              | 18.950 |

| Rang | Athletin                | Punkte |
| ---- | ----------------------- | ------ |
| 1    | Natalja Schaposchnikowa | 19.850 |
| 2    | Emilia Eberle           | 19.600 |
| 3    | Nadia Comăneci          | 19.250 |
| 4    | Zsuzsa Kalmár           | 19.100 |
| 5    | Romi Kessler            | 19.000 |
| 6    | Łucja Matraszek         | 18.800 |
| 7    | Eva Marečková           | 18.750 |
| 8    | Irina Goerewa           | 18.000 |

| Rang | Athletin                | Punkte |
| ---- | ----------------------- | ------ |
| 1    | Nadia Comăneci          | 19.600 |
| 2    | Natalja Schaposchnikowa | 19.200 |
| 2    | Jelena Muchina          | 19.200 |
| 4    | Katharina Rensch        | 19.150 |
| 4    | Emilia Eberle           | 19.150 |
| 6    | Věra Černá              | 18.950 |
| 6    | Eva Marečková           | 18.950 |
| 8    | Diliana Glutcheva       | 18.450 |

## Medaillenspiegel
|      |             |      |        |        |        |
| Rang | Land        | Gold | Silber | Bronze | Gesamt |
| 1    | Rumänien    | 3    | 3      | 1      | 7      |
| 2    | Sowjetunion | 2    | 2      | 2      | 6      |
| 3    | DDR         | –    | 1      | 1      | 2      |